# Privatmolkerei Bechtel
Die Privatmolkerei Bechtel (eigentlich Naabtaler Milchwerke GmbH & Co. KG Privatmolkerei Bechtel) ist eine deutsche Großmolkerei mit Unternehmenssitz im bayerischen Schwarzenfeld. Das 1908 gegründete Unternehmen produziert hauptsächlich Milch- und Käseprodukte.

## Geschichte
Im Jahre 1880 eröffnete Ferdinand Trautner in Neustadt an der Waldnaab ein Milcheinzelhandelsgeschäft. Verbunden mit dem Umzug nach Weiden in der Oberpfalz gründete er 1908 einen Molkereibetrieb. Mit dem Bau des „Milchhof Schwandorf“ 1924 wurde ein weiterer Molkereibetrieb eröffnet. 1928 wurde in Weiden ein Molkereibetrieb mit dem Namen „Molkerei Trautner-Bechtel“ gebaut, der 1937 weiter ausgebaut wurde.
Mit der Übernahme der „Molkerei Waldmünchen“ 1951 erfolgte eine Umbenennung des „Milchhof Schwandorf“ in „Milchhof Schwandorf-Waldmünchen“.
Nachdem 1984 in Schwarzenfeld durch Hans Bechtel eine neue Molkerei gebaut worden war, erfolgte im gleichen Jahr die Produktionsverlagerung von Schwandorf nach Schwarzenfeld und die Umfirmierung auf „Naabtaler Milchwerke“. 1994 wurden die „Grünland Allgäuer Käsewerke“ und „Albflor Milchwerke“ in Simmelsdorf-Hüttenbach in die Unternehmensgruppe Bechtel integriert. Nach dem Neubau einer Käserei in Schwarzenfeld wurde 1994 der Naturkäse „Grünländer“ eingeführt. Im Jahr 2000 verstarb Hans Bechtel, sein Schwiegersohn René Guhl übernahm die Unternehmensführung. 2001 erfolgte die Übernahme der „Milchunion Nürnberg“. Diese wurde in den bestehenden Frischdienst integriert und auf „Milchunion Frischdienst GmbH“ umfirmiert.
In Zusammenarbeit mit der LIDL Stiftung wurde 2010 die Marke „Ein gutes Stück Heimat“ eingeführt. Die „Albflor-Milchwerke“ wurden 2012 geschlossen. 2015 wurde das Gelände in Simmelsdorf vollständig geräumt. 2016 wurde die Marke „Bio-ESL-Milch“ mit dem Bayerischen Bio-Siegel eingeführt, der Umsatz in diesem Jahr betrug 400 Mio. Euro.
Seitdem erfolgten zahlreiche Neu- und Umbauten und machen die Privatmolkerei Bechtel mit 600 Mitarbeitern zum größten Arbeitgeber in der Region. Unter den Beschäftigten sind 60 Auszubildende in den Berufen Milchtechnologe, Milchwirtschaftlicher Laborant, Fachkraft für Lagerlogistik, Elektroniker für Betriebstechnik, Mechatroniker, Industriemechaniker, Industriekaufmann, Informatikkaufmann.

## Produkte
Zu den Hauptproduktgruppen zählen die Milchprodukte der Regionalmarken „Grünländer Naturkäse“, „Ein gutes Stück Bayern“ und die Lidl Eigenmarke „Milbona“. Täglich werden am Standort Schwarzenfeld rund 1000 Tonnen Milch verarbeitet, die bei rund 2000 Milcherzeugern abgeholt wird. Die Produkte werden täglich national und international in 27 Länder vertrieben.

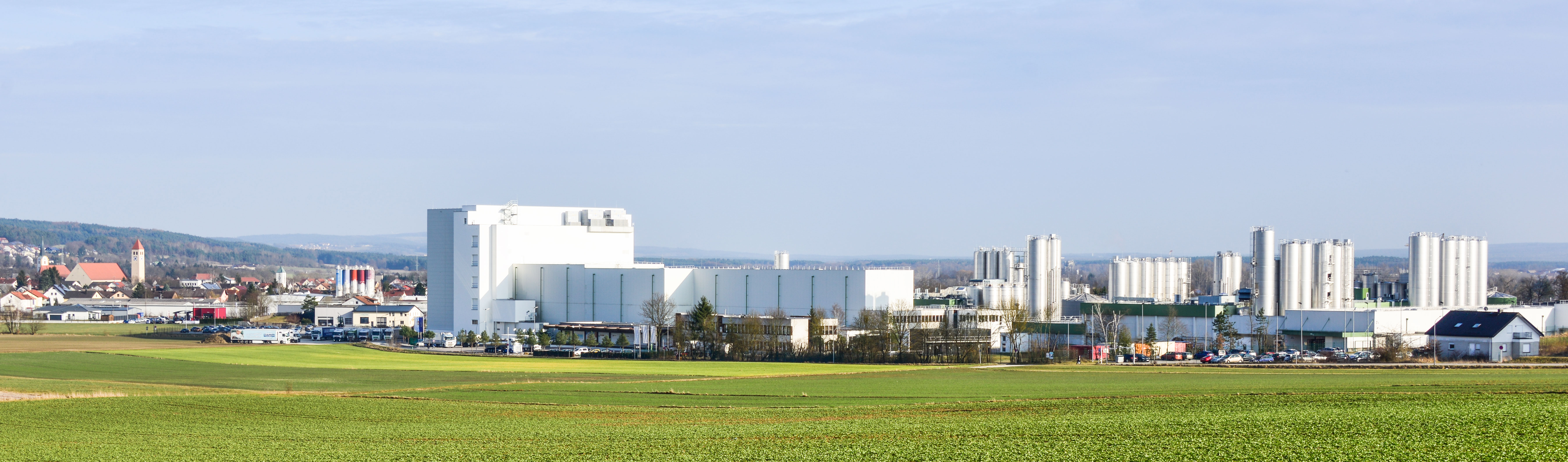
Hauptsitz der Privatmolkerei Bechtel

## Zertifikate/Zertifizierungen
- IFS Food 6 (International Featured Standard food) Higher Level[5]
- Ohne Gentechnik[5]
- Geprüfte Qualität Bayern[5]
- QS (für Futtermittel)[5]
- DIN EN ISO 50001:2011 (Energiemanagement)[6]
- OHSAS 18001:2007 (Arbeits- und Gesundheitsschutz)[6]
- DIN EN ISO 14001:2004 (Umweltmanagement)[6]

## Auszeichnungen
- 2016 DLG-Preis für langjährige Produktqualität[7] (zum 6. Mal)